# レイ・ウィリアム・ジョンソン
レイ・ウィリアム・ジョンソン（Ray William Johnson）は、アメリカ合衆国の男性YouTuber。アメリカ合衆国ニューヨーク市在住。
市内のカレッジの学生だが、本名や出身地などの詳細は明かしていない。RWJと略されることが多い。

## Equals Three
メインチャンネルのRayWilliamJohnson、ビデオブログチャンネルのBreakingNYCの2つを持つ。毎週月曜と木曜に新動画が投稿されるメインチャンネルはEquals Threeと呼ばれ、2011年、チャンネル登録者数においてnigahigaを抜いて第1位となる。動画再生回数の総合計は20億回に迫る。彼の動画は全て週間再生回数上位に入り、注目を集めている。
投稿動画の内容は、YouTube上の人気動画(ヴァイラルビデオ)を3本紹介し、感想を述べ、時に茶化したりこきおろすというもの。そのコメント内容はほとんどがジョークとはいえしばしば度が過ぎる為、攻撃的もしくは人種差別的ととられることがある。テロップを多用し、トロール(荒らし)キャラも演じ、テンポの良さと表現力の多彩さに人気が高い。
2008年に投稿を開始した当初は政治的な内容も含まれていたが、試行錯誤の末に現在のスタイルが確立された。現在は2009年4月以前の動画は削除されている。

## 決まり文句
彼の動画ではいくつもの決まったセリフ、表現が使われる。一部を以下に紹介する。
- "What's happening forum"
- "fake and gay"
- "My name is Ray William Johnson and I approve this message"
- "I'm just saying"
- "surprise butt secks"
- "2 camels in a tiny car!"
- "ZOMG!"
- "You ain't got no pancake mix!"
- "...or you get squaids. It's some serious sh*t."

## 他YouTuberとの交流
meekakityと交際しているとされる。レイ自らネタにしているが、彼はmeekakittyよりも身長が低い。
2022年現在、ライフコーチのKelly Farrellと交際している。
ミシェル・ファンの動画に男性用メイクのモデルとして出演した。
アノイング・オレンジにも野生リンゴ役で出演。